# Mack & Rita
Mack & Rita es una película de comedia estadounidense de 2022 dirigida por Katie Aselton, a partir de un guion de Madeline Walter y Paul Welsh. La trama sigue a una mujer de 30 años (Elizabeth Lail) que se despierta como ella misma de 70 años (Diane Keaton) después de una despedida de soltera. También protagonizan Taylour Paige, Loretta Devine, Amy Hill, Lois Smith, Wendie Malick, Simon Rex, Martin Short y Dustin Milligan. La película fue estrenada el 12 de agosto de 2022 por Gravitas Premiere, con reseñas negativas de los críticos, incluida una nominación a peor actriz para Keaton, pero se elogiaron las actuaciones de Paige y Milligan.

## Sinopsis
Mack Martin, de treinta años, se une a regañadientes a un viaje de despedida de soltera a Palm Springs para su mejor amiga Carla, pero luego decide no ir al evento. En lugar de eso, encuentra una tienda de campaña, hace una regresión a vidas pasadas y termina siendo su yo de setenta años. Liberada de las limitaciones de las expectativas de otras personas, Rita se convierte en una sensación improbable en las redes sociales y desencadena un romance tentativo con Jack, el cuidador de perros de Mack.

## Reparto
- Diane Keaton como Older Mackenzie "Mack" Martin / "Rita"
  - Elizabeth Lail como Mackenzie "Mack" Martin
- Taylour Paige como Carla
  - Ayla Rae Nael como Young Carla
- Dustin Milligan como Jack
- Simon Rex como Luca
- Loretta Devine como Sharon
- Wendie Malick como Angela
- Lois Smith como Betty
- Amy Hill como Carol
- Martin Short como la voz de Cheese
- Nicole Byer como Urth
- Patti Harrison como Stephanie
- Aimee Carrero como Sunita
- Addie Weyrich como Ali
- Catherine Carlen como Grammie Martin
- Sara Amini como Michelle
- Lauren Beveridge como Molly

## Producción
La película comenzó inicialmente a desarrollarse en enero de 2020, pero fracasó en medio del inicio de la pandemia de COVID-19. Ese octubre, el productor Alex Saks se acercó a la directora Katie Aselton y le dijo que había conseguido unos 500.000 dólares de financiación. En marzo de 2021, se anunció que Diane Keaton, Elizabeth Lail, Taylour Paige, Dustin Milligan, Simon Rex, Nicole Byer, Patti Harrison, Loretta Devine, Wendie Malick, Lois Smith y Amy Hill se habían unido al elenco de la película, con un guion por Madeline Walter y Paul Welsh. Poco después, se informó que Elizabeth Lail se unió al elenco.
La fotografía principal comenzó el 25 de marzo de 2021 y concluyó el 23 de abril de 2021 en Los Ángeles, California. Debido al limitado presupuesto de producción y a la actual pandemia, se tuvieron que realizar varios cambios en el guion durante el rodaje, incluida la eliminación forzosa de una secuencia deCoachella debido a la cancelación del evento y la combinación de días de rodaje en uno, además de no poder tener pruebas de química entre los actores antes del rodaje.

## Estreno
En abril de 2022, Gravitas Premiere adquirió los derechos de distribución de la película y fijó su estreno para el 12 de agosto de 2022. La alfombra roja tuvo lugar en NeueHouse en Los Ángeles, California, el 10 de agosto de 2022.